# Christian Pulisic
Christian Mate Pulisic (Hershey, Pennsilvània, 18 de setembre de 1998) és un futbolista nord-americà, croat: Pulišić, que juga com a extrem a l'AC Milan i la selecció dels Estats Units. Pulisic és conegut pel seu dríbling i la seva velocitat, i a causa d'això és anomenat "Capità Amèrica" pels aficionats.
Pulisic va començar la seva carrera professional al Borussia Dortmund, on, després de la seva ràpida progressió a través de l'acadèmia juvenil de l'equip, en la qual va participar en només 15 partits, va ser ascendit a l'equip sènior el 2016. Va aparèixer poc a la seva primera temporada al club, però la seva participació va augmentar dràsticament a la campanya següent, on va ser protagonista de l'equip de Dortmund que va guanyar la DFB-Pokal 2016-17. El gener de 2019, Pulisic es va traslladar al Chelsea FC amb un trapàs per valor de 73 milions de dòlars, convertint-lo en el jugador nord-americà més car de tots els temps i, posteriorment, va passar la resta de la temporada 2018-19 en cessió a Dortmund.

## Palmarès
Borussia Dortmund
- 1 Copa alemanya: 2016-17[11]

Chelsea
- 1 Lliga de Campions de la UEFA: 2020-21[12]
- 1 Supercopa de la UEFA: 2021[13]
- 1 Copa del Món de Clubs de la FIFA: 2021[14]

AC Milan
- 1 Supercopa italiana: 2024[15]

Selecció estatunidenca
- 3 Lligues de les Nacions de la CONCACAF: 2019-20,[16] 2022-23,[17] 2023-24[18]